# Colastes taegeri
Colastes taegeri är en stekelart som beskrevs av Sergey A. Belokobylskij 1995. Colastes taegeri ingår i släktet Colastes och familjen bracksteklar. Inga underarter finns listade i Catalogue of Life.